# Daly jezici
Daly jezici (privatni kod: daly), porodica australskih jezika. 
Sastoji se od više skupina i podskupina s ukupno (18) jezika. To su: 
a) Bringen-Wagaydy (12) jezika, s podskupinama 
a1. bringen (7) i
a2. wagaydy (5) jezika;
b) Malagmalag (4) jezika, s podskupinama 
b1. Daly vlastiti (2) i
b2. Malagmalag vlastiti (2) jezika;
c) Marriammu (1), istoimeni jezik, marriammu [xru];
d) Murrinh-Patha (2) jezika
U vlastite daly jezike pripadaju jezici kamu [xmu] i madngele [zml] 

## Vanjske poveznice
- Ethnologue (14th)
- Ethnologue (15th)